# 1500년대
1500년대는 1500년부터 1509년까지를 가리킨다.